# Inga ellsworthiana
Inga ellsworthiana är en ärtväxtart som beskrevs av Uribe. Inga ellsworthiana ingår i släktet Inga och familjen ärtväxter. Inga underarter finns listade i Catalogue of Life.